# 桶川駅

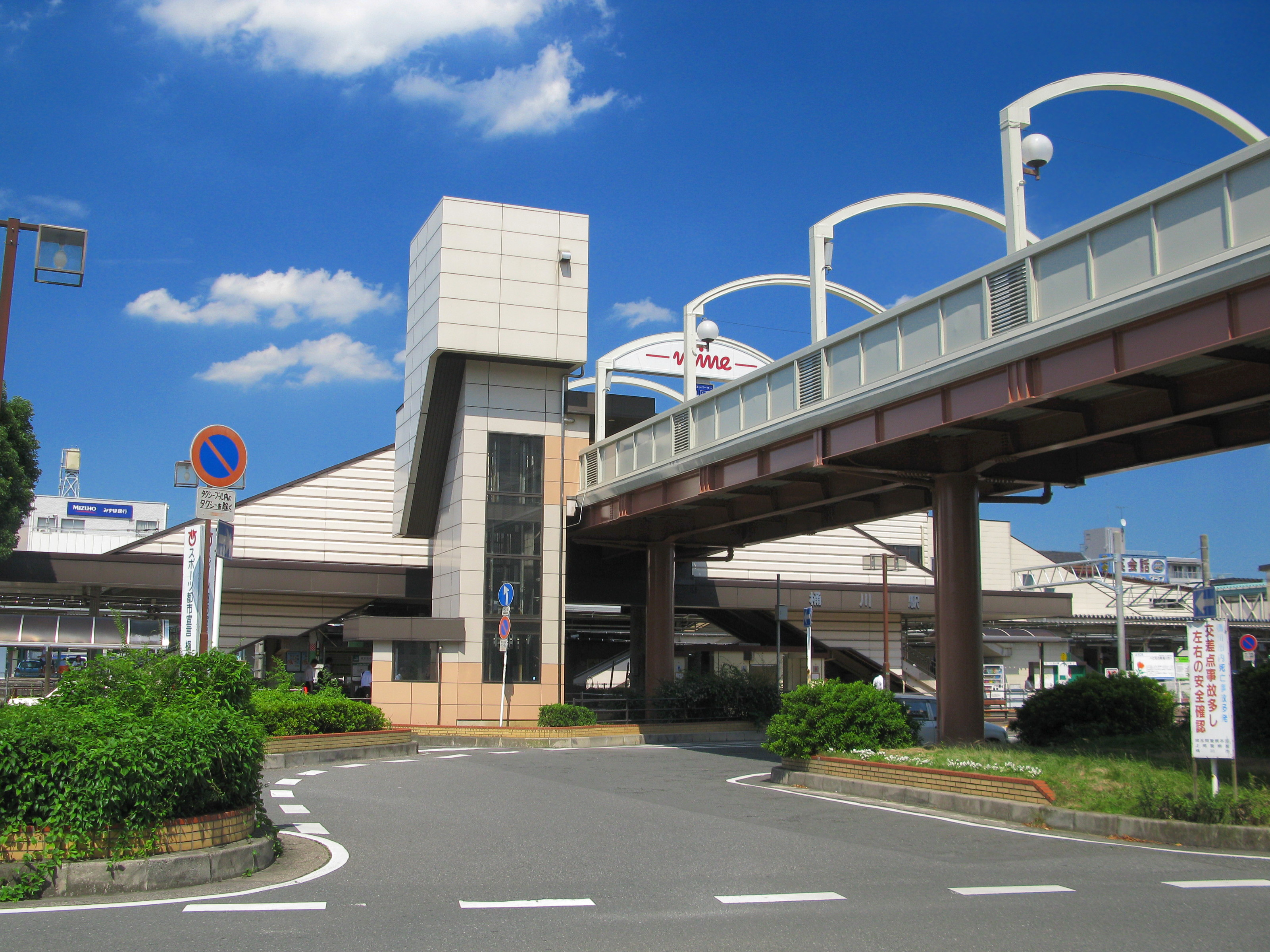
西口（2012年7月）

桶川駅（おけがわえき）は、埼玉県桶川市南一丁目にある、東日本旅客鉄道（JR東日本）高崎線の駅である。

## 歴史
- 1885年（明治18年）3月1日：日本鉄道の駅として開業[1][2]。
- 1906年（明治39年）11月1日：買収により国有化される。
- 1909年（明治42年）10月12日：線路名称設定により、高崎線の駅となる。
- 1973年（昭和48年）5月1日：貨物の取り扱いを廃止[2]。
- 1982年（昭和57年）11月：橋上駅舎が完成。
- 1985年（昭和60年）
  - 3月1日：開業100周年。
  - 3月14日：荷物扱い廃止[2]。
- 1986年（昭和61年）3月17日：みどりの窓口営業開始[3]。
- 1987年（昭和62年）4月1日：国鉄分割民営化に伴い、東日本旅客鉄道（JR東日本）の駅となる[2]。同時に旅行センター開設[4]。
- 1995年（平成7年）2月16日：自動改札機を設置し、供用開始[5]。
- 2001年（平成13年）11月18日：ICカード「Suica」の利用が可能となる[広報 1]。
- 2016年（平成28年）3月10日：早朝無人化[6]。
- 2021年（令和3年）3月1日：業務委託化。

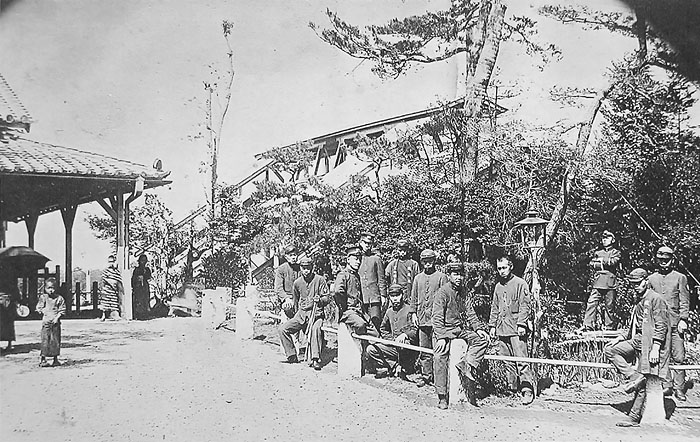
桶川停車場の従業員と駅前にあった小公園。当時の駅舎や跨線橋も見える。（1907年頃）
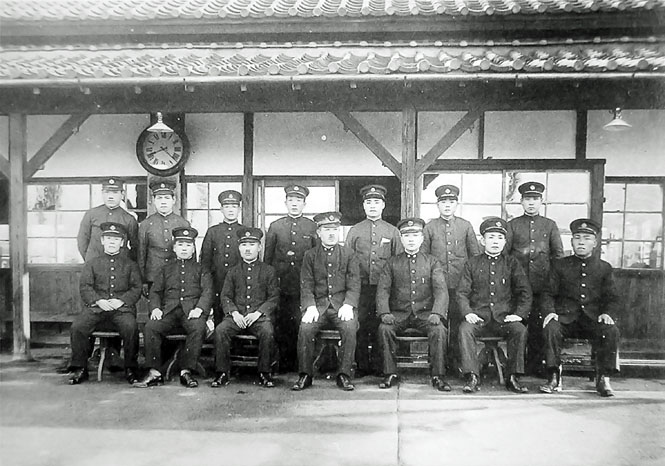
大正期の駅舎と駅員[8]。

## 駅構造
上下線の間に上下線共用の中線を配し、上りが単式ホーム1面1線（1番線）、中線と下りが島式ホーム1面2線（2・3番線）の計2面3線ホームと、下り線の西側に側線（主に下り貨物列車待避に使用）が1線ある地上駅で、橋上駅舎を有している。出入口は線路をはさんで一つずつ、東口と西口とがある。改札は東西口を結ぶ自由通路の間に1箇所ある。各ホームともエスカレーターとエレベーターが設置されている。2・3番線ホームには、帰宅ラッシュ時のホーム・階段の混雑を緩和するため、東京寄りに改札階につながるエレベーター・上りエスカレーター付きの廊下が設置されている。
高崎支社所属熊谷統括センター管轄上尾駅管理で、JR東日本ステーションサービスに委託する業務委託駅であり、指定席券売機・自動改札機が設置されている。2016年3月10日より、始発から午前6時30分までの間は遠隔対応のため改札係員は不在となり、一部の自動券売機のみ稼働する。

### のりば
| 番線 | 路線             | 方向 | 行先                       | 備考            |
| ---- | ---------------- | ---- | -------------------------- | --------------- |
| 1・2 | ■ 高崎線         | 上り | 大宮・東京・新宿・横浜方面 | 2番線は一部列車 |
| 1・2 | ■ 湘南新宿ライン | 上り | 大宮・東京・新宿・横浜方面 | 2番線は一部列車 |
| 1・2 | ■ 上野東京ライン | 上り | 大宮・東京・新宿・横浜方面 | 2番線は一部列車 |
| 2・3 | ■ 高崎線         | 下り | 熊谷・高崎方面             | 2番線は一部列車 |

（出典：JR東日本:駅構内図）
- 2番線は一部の列車が発着する。また、2019年3月時点では2番線発車の定期下り列車は設定されていなかったが、2020年3月改正で土休日にアーバン待避で1本追加された。
- 2021年3月改正より特急「スワローあかぎ」1本と湘南新宿ラインの列車は新宿方面に向かい、湘南新宿ラインの列車は新宿駅を経由して大船駅から東海道線へ直通する。上野東京ラインの列車は上野駅を経由して東京駅から東海道線へ直通する。
- 上りの湘南新宿ライン特別快速は、土休日の朝3本を除き、当駅で普通列車（上野東京ライン）に接続するが、ホームが異なるため、普通列車の車内放送では手前の北本駅で乗り換えるよう案内する。
- 大幅な遅延が発生した場合、熊谷、吹上、鴻巣に次いで当駅で折り返す列車が設定される場合がある。

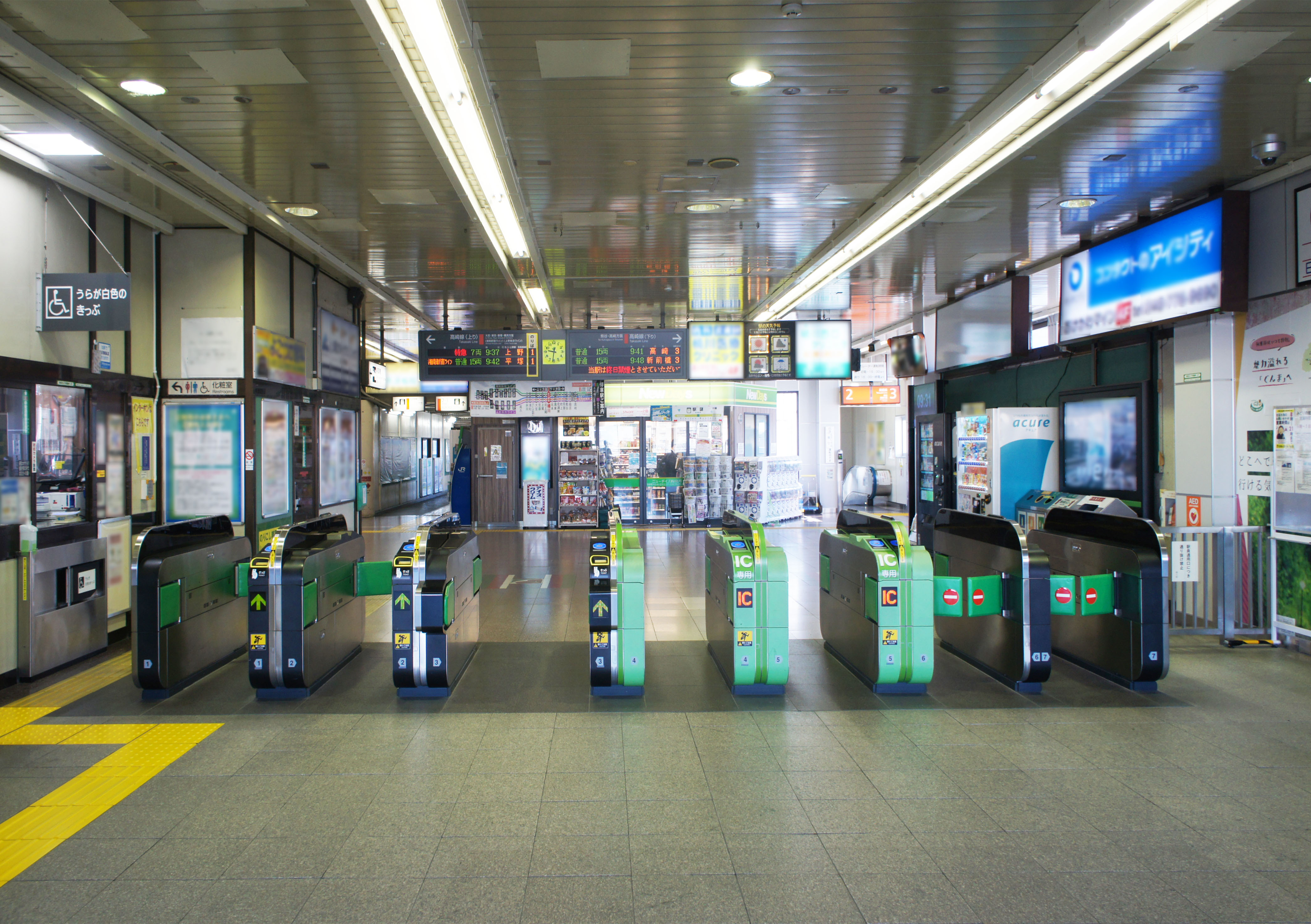
改札口（2021年10月）
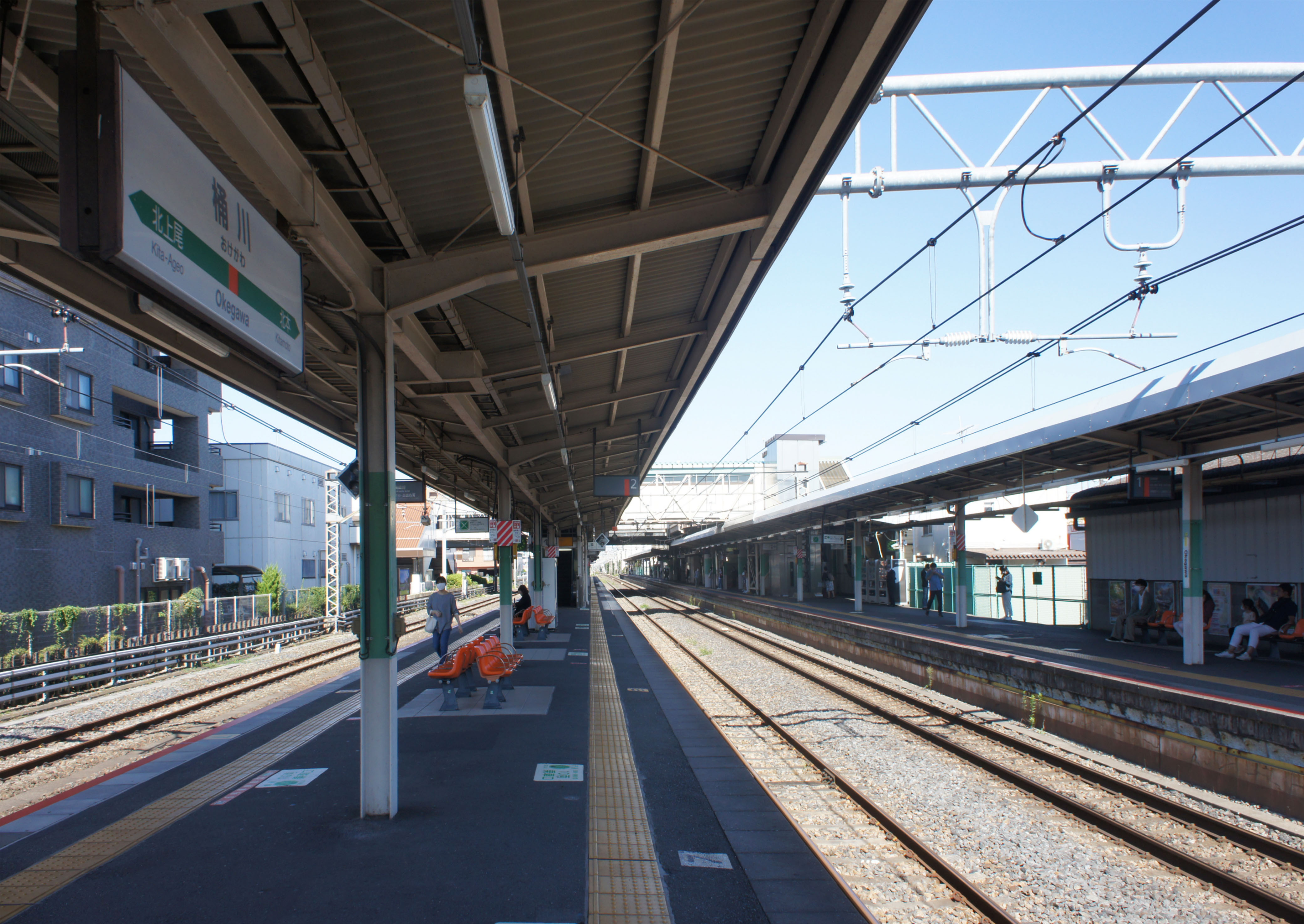
ホーム（2021年10月）

### 駅構内の施設
- ロッテリア（東口駅前・1番線ホーム）[注 1]
- 日高屋（東口駅前・1番線ホーム）[注 1]
- そば処　中山道（自由通路改札前）※2019年8月に閉店、新店は未定
- キヨスク（自由通路改札前）※2019年8月31日に閉店。そば処中山道共々撤去される
- NewDays（改札内コンコース）

非商業施設
- さいたま文学館の案内掲示
- 桶川市掲示板

過去にあった非商業施設
- 見る観るコーナー（展示コーナー）

## 利用状況
2023年度（令和5年度）の1日平均乗車人員は23,060人である。
1990年度（平成2年度）以降の1日平均乗車人員の推移は下表のとおりである。
| 年度               | 1日平均 乗車人員 | 出典     |
| ------------------ | ---------------- | -------- |
| 1990年（平成02年） | 28,920           |          |
| 1991年（平成03年） | 29,773           |          |
| 1992年（平成04年） | 30,505           |          |
| 1993年（平成05年） | 30,772           |          |
| 1994年（平成06年） | 30,893           |          |
| 1995年（平成07年） | 30,842           |          |
| 1996年（平成08年） | 30,909           |          |
| 1997年（平成09年） | 30,315           |          |
| 1998年（平成10年） | 29,705           |          |
| 1999年（平成11年） | 29,200           | [ * 1 ]  |
| 2000年（平成12年） | 28,798           | [ * 2 ]  |
| 2001年（平成13年） | 28,550           | [ * 3 ]  |
| 2002年（平成14年） | 28,179           | [ * 4 ]  |
| 2003年（平成15年） | 27,855           | [ * 5 ]  |
| 2004年（平成16年） | 27,508           | [ * 6 ]  |
| 2005年（平成17年） | 27,501           | [ * 7 ]  |
| 2006年（平成18年） | 28,147           | [ * 8 ]  |
| 2007年（平成19年） | 28,314           | [ * 9 ]  |
| 2008年（平成20年） | 27,953           | [ * 10 ] |
| 2009年（平成21年） | 27,459           | [ * 11 ] |
| 2010年（平成22年） | 27,055           | [ * 12 ] |
| 2011年（平成23年） | 26,753           | [ * 13 ] |
| 2012年（平成24年） | 26,784           | [ * 14 ] |
| 2013年（平成25年） | 26,951           | [ * 15 ] |
| 2014年（平成26年） | 26,161           | [ * 16 ] |
| 2015年（平成27年） | 26,225           | [ * 17 ] |
| 2016年（平成28年） | 26,177           | [ * 18 ] |
| 2017年（平成29年） | 26,312           | [ * 19 ] |
| 2018年（平成30年） | 26,484           | [ * 20 ] |
| 2019年（令和元年） | 26,296           | [ * 21 ] |
| 2020年（令和02年） | 20,043           |          |
| 2021年（令和03年） | 20,902           |          |
| 2022年（令和04年） | 22,149           |          |
| 2023年（令和05年） | 23,060           |          |

## 駅周辺

### 東口

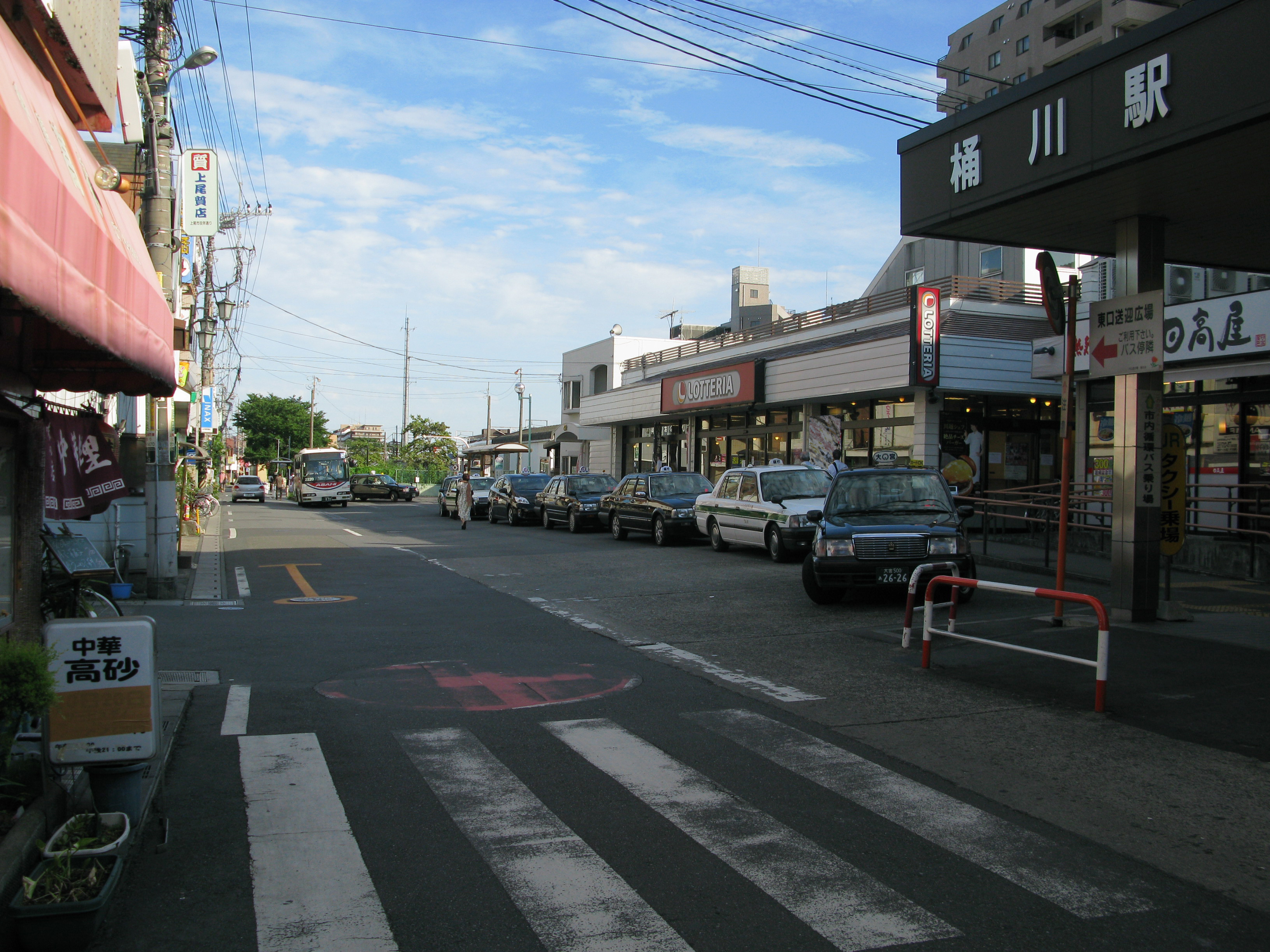
東口ロータリー

駅前から中山道に向かう道が延びており、商店街を形成している。中山道まで足を運べば、宿場町の面影を残す旅籠や蔵造りの建物が散在している。
駅前はロータリーが設置できない狭い空間に、帯状のタクシー乗り場と路線バス乗り場が連なるが、大型路線バスは転回できる空間がなく、専用の転車台が備わっている。市内循環バスなどコミュニティバスは、専用に整備された小さなロータリーを使用している。
駅前商店街は再開発計画があり、一部用地が一般車両向けの暫定ロータリーとなっている。
市営駐輪施設が整備されているが、手狭なうえに駅から距離が離れているため、一般住戸が早朝から深夜にかけて提供している駐輪スペースの利用者が多数を占めている。

### 西口

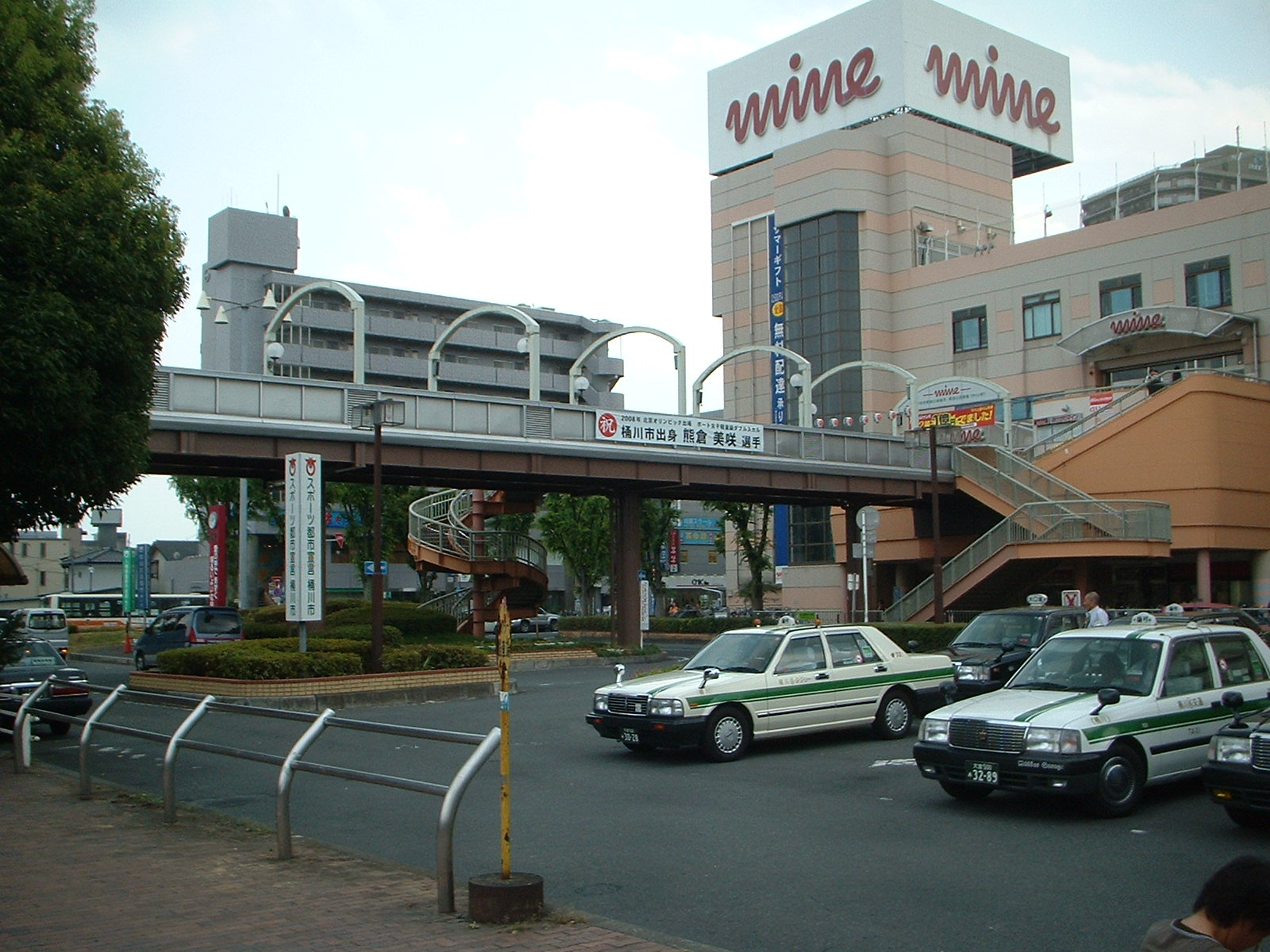
西口ロータリー

西口側は三井精機工業の工場跡地を利用して区画整理が行われた。比較的広いロータリーがあり、ロータリーと線路の間の花壇は、ボランティアによって定期的に手入れされている。ロータリーには比較的広い空間に路線バス・タクシー等の乗り場が配置されている。また、改札階レベルのペデストリアンデッキにより、人車分離がなされており、西口から直接ショッピングセンター（パトリア・桶川マイン）にアクセスできる。都市公団による大規模な団地やタワーマンションが建設され、市営自転車駐輪施設も整備されており、多く利用されている。

### 周辺施設
西口
- 桶川市役所
- パトリア桶川店/おけがわマイン - ペデストリアンデッキで駅と直結しているショッピングセンター。
  - みずほ銀行桶川駅前出張所/桶川マイン出張所
- ベニバナウォーク桶川/アピタ桶川店
  - 埼玉縣信用金庫ベニバナウォーク桶川出張所
- 駅西口公園 - 駅西口から徒歩2〜3分の距離に位置する芝生公園。
- 桶川市民ホール
- さいたま文学館 埼玉県立の施設で桶川市民ホールの建物の一部を占める。
- 桶川変電所 若宮一丁目には電車用の変電所があり、施設から線路まで道路や駐輪場の上を電線が張られている。
- 桶川郵便局（ゆうちょ銀行桶川店併設）
- 川口信用金庫桶川支店
- 三井住友銀行桶川支店
- 大光銀行桶川支店
- 武蔵野銀行桶川支店
- 足利銀行桶川支店
- 埼玉りそな銀行桶川支店桶川西口出張所

東口
- 中山道桶川宿址
  - 島村老茶舗
- 中山道宿場館 - 観光案内所
- 埼玉縣信用金庫桶川支店
- 埼玉りそな銀行桶川支店
- 東和銀行桶川支店
- 桶川神明郵便局
- 桶川稲荷神社
- 曹洞宗大雲寺

## バス路線
朝日自動車・丸建つばさ交通・東武バスウエスト・川越観光自動車の各社と、桶川市内循環バスであるべにばなGO、上尾市内循環バスであるぐるっとくんが桶川駅より発着している。東口の朝日バス発着場は構内が狭いため、転車台があるが、先述の通り東口の再開発による自走転回可能な新広場（ロータリー）の設置され、バスのりばが移行することになっており、転車台は役目を終える見込み。
なお、東武バス・川越観光バス・朝日バスの路線はPASMO・Suicaが利用可能である。

### 西口発着
「桶川駅西口」停留所より、以下の路線バスが発着する。
1番のりば（東武バスウエスト大宮営業事務所、京浜急行バス京浜島営業所）
- 空港リムジンバス：羽田空港行

2番のりば（コミュニティバス）
- 桶川市内循環バス「べにばなGO」
  - 西10・11（川越観光自動車）
  - 西12・20・21・30（協同バス）
- 上尾市内循環バス「ぐるっとくん」
  - 大石桶川線

3番のりば（川越観光バス森林公園営業所）
- OK-51：けやき団地循環
- OK-52：北里大学メディカルセンター行

4番のりば（東武バスウエスト川越営業事務所）
- 川越04：川越駅方面

### 東口発着
「桶川駅東口」停留所より、以下の路線バスが発着する。
5番のりば（朝日バス菖蒲営業所）
- OK02：モラージュ菖蒲（滝のコート南入口）行

6番のりば（朝日バス菖蒲営業所）
- OK01・OK03：菖蒲車庫行
- OK11・OK13：加納循環

7番のりば（丸建つばさ交通「けんちゃんバス」）
- 伊奈学園行 ※ 平日のみ

8番のりば（桶川市内循環バス「べにばなGO」）
- 東10・20・30・40（協同バス）

## その他
当駅構内のホームの北端先あたりを北緯36度線が通る。埼玉県内においてほぼ同緯度にある駅としては、高坂駅（東武東上線）、伊奈中央駅（埼玉新都市交通伊奈線〈ニューシャトル〉）、明覚駅（八高線）、秩父駅（秩父鉄道秩父本線）がある。

## 隣の駅
東日本旅客鉄道（JR東日本）
■高崎線

■快速「アーバン」
上尾駅 - 桶川駅 - 鴻巣駅
- 特急「あかぎ」・■特別快速

上尾駅 - 桶川駅 - 北本駅
■普通
北上尾駅 - 桶川駅 - 北本駅

### 記事本文